# Crock Krumbiegel
Werner Crock von Krumbiegel (* 21. Dezember 1955 in Düsseldorf) ist ein deutscher Schauspieler und Synchronsprecher.

## Leben und Werk
Nach seiner Ausbildung zum Schauspieler war Krumbiegel in Düsseldorf Mitbegründer einer Filmproduktionsfirma. 1998 übersiedelte er nach München, wo er eine Schulung zum Synchronsprecher bei der Film- & Fernsehsynchron GmbH absolvierte. Seine erste Hauptfigur bekam Krumbiegel in der Serie CHiPs und spielte hierbei zusammen mit Jan Odle.
Krumbiegel verfasste Dialogbücher zu einigen „Reich und Schön“-Folgen und zu einigen asiatischen Kampffilmen. Im Jahr 2016 beendete er seine Tätigkeit als Synchronsprecher, blieb jedoch noch für andere Sprecherformate, wie z. B. Werbung, aktiv.

## Filmrollen
- Der Videopirat (1986) (synchronisiert von Frank Glaubrecht)
- Aktenzeichen XY … ungelöst (1989–1997)

## Synchronrollen (Auswahl)

### Filme
- 1991: Stefano Davanzati in Prinzessin Fantaghirò als Cataldo
- 1992: Stefano Davanzati in Prinzessin Fantaghirò II als Cataldo
- 1996: Joe Pantoliano in Bound – Gefesselt als Caesar
- 1998: Kevin Bacon in Wild Things als Sgt. Ray Duquette
- 2000: Patrick Dempsey in Scream 3 als Det. Kincaid
- 2000: Jonathan Klein in Coyote Ugly als Clubmanager
- 2000: John Fugelsang in Coyote Ugly als Richie
- 2001: Naoto Takenaka als Spencer Hale & Entei in Pokémon 3 – Im Bann der Icognito[2]
- 2001: Shaman King als Amidamaru
- 2005: Tooru Ookawa in Final Fantasy VII: Advent Children als Rufus, Präsident von Shinra
- 2006: Wade Williams in Flicka – Freiheit. Freundschaft. Abenteuer.
- 2007: Billy West in Futurama: Bender’s Big Score als Zapp Brannigan
- 2007: Tetsu Inada in One Piece – Abenteuer in Alabasta – Die Wüstenprinzessin als Mr. 1
- 2009: George Newbern in Die Entführung meines Vaters als Neal Morris
- 2009: Ed Helms in Shopaholic – Die Schnäppchenjägerin

### Serien
- 1994: Die Enterprise verschiedene Nebenrollen
- 2001–2010: Was ist was als Erzähler
- 2002: Timm Thaler als Baron Lived
- 2003–2006: Connor Trinneer in Star Trek: Enterprise als Charles „Trip“ Tucker III
- 2006: Shishir Kurup in Surface – Unheimliche Tiefe als Dr. Krishna Singh
- 2006: Hiroshi Iwasaki in One Piece als Dr. Hogback
- 2006–2009: Connor Trinneer in Stargate Atlantis als Michael Kenmore / Wraith
- 2007: .hack//SIGN als Bear
- 2008: Inazuma Eleven als Ray Dark, Seymour Hillman (bis Folge 6)
- 2008: Naoya Uchida in Dinosaur King als Dr. Foster Owen
- 2011–2017: Jerome Flynn in Game of Thrones als Bronn

### Videospiele
- 2004: Samurai Warriors als Nobunaga Oda
- 2007: Sam & Max: Season One als Abraham Lincoln
- 2007: Team Fortress 2 als Soldier
- 2010: Harry Marsden in Mafia II